# Camponotus helleri
Camponotus helleri är en myrart som beskrevs av Carlo Emery 1903. Camponotus helleri ingår i släktet hästmyror, och familjen myror. Inga underarter finns listade.

## Bildgalleri

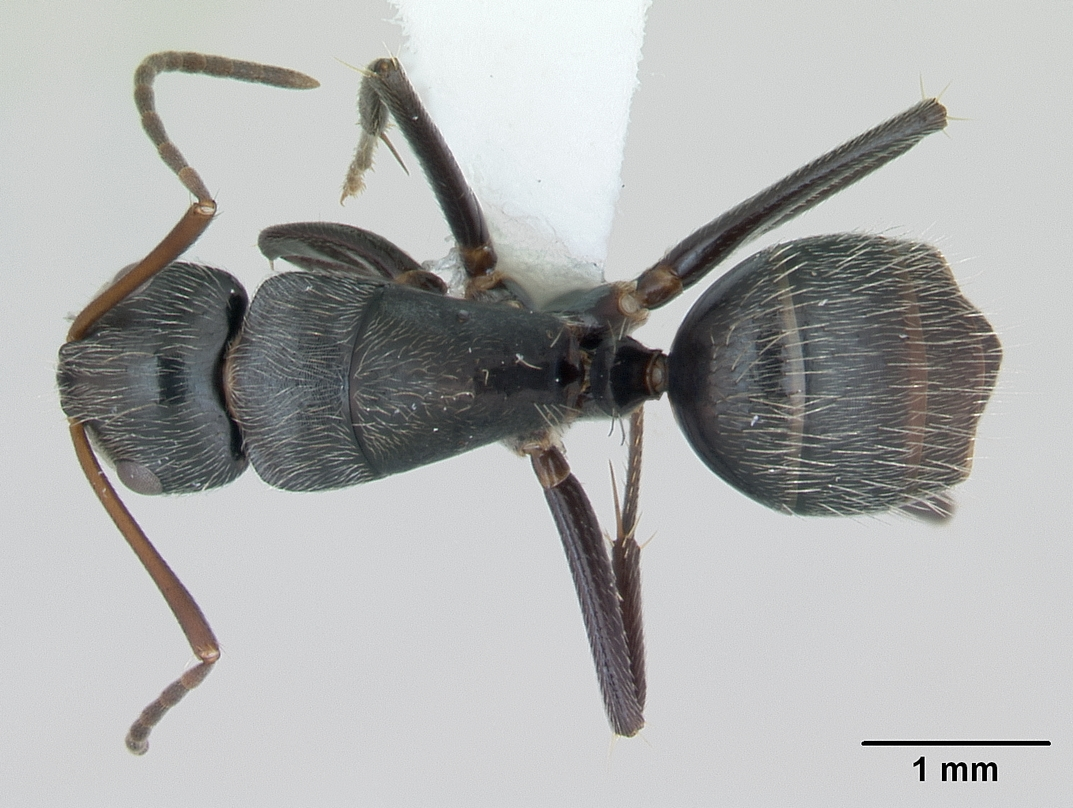
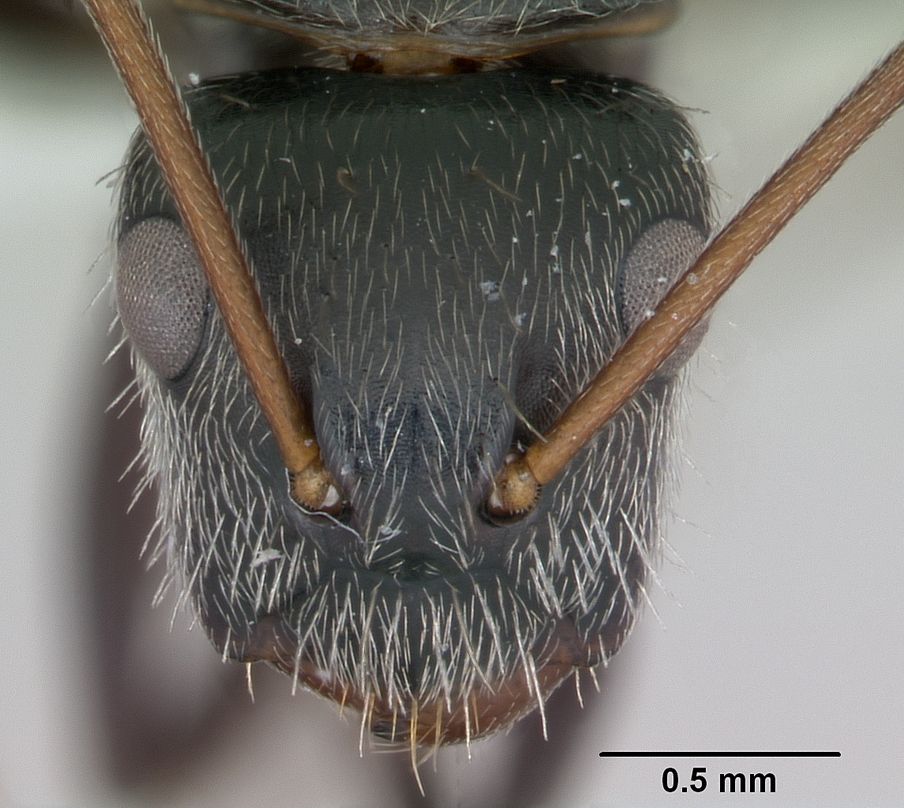
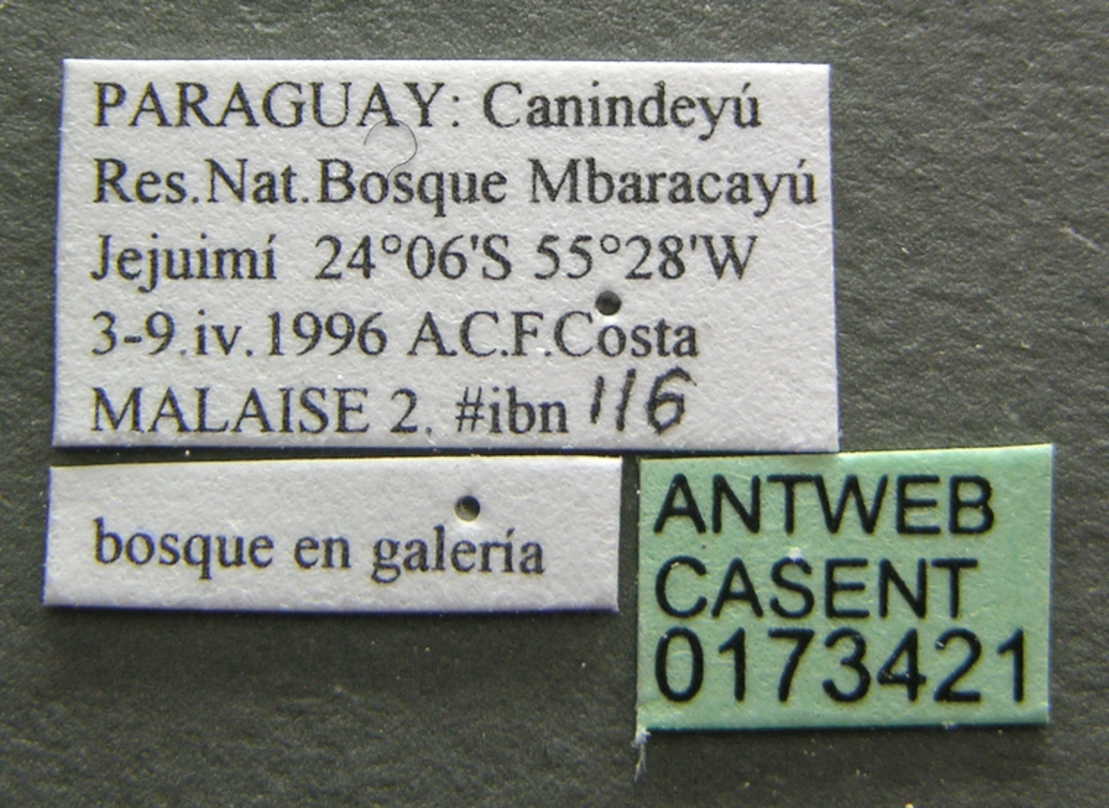
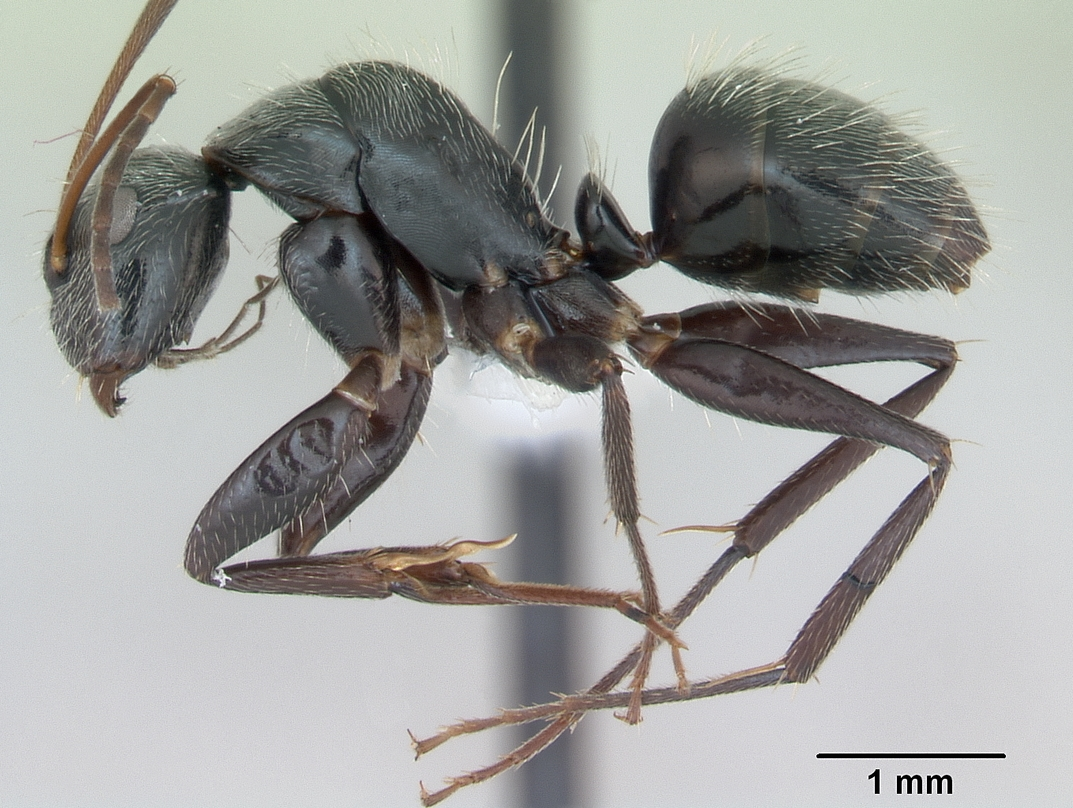